# روبر آلبان
روبر آلبان (فرانسوی: Robert Alban‎؛ زادهٔ ۹ آوریل ۱۹۵۲) دوچرخه‌سوار اهل فرانسه است.